# Star Trek Beyond
Star Trek Beyond és una pel·lícula d'acció i de ciència-ficció dels Estats Units de 2016 dirigida per Justin Lin, escrita per Simon Pegg i Doug Jung i basada en la sèrie de televisió Star Trek creada per Gene Roddenberry. És la tercera entrega de la franquícia Star Trek i la tercera de la sèrie, després de Star Trek (2009) i Star Trek Into Darkness (2013). Chris Pine i Zachary Quinto hi van tornar a interpretar el capità James T. Kirk i el comandant Spock, així com Pegg, Karl Urban, Zoë Saldana, John Cho i Anton Yelchin. Va ser una de les últimes pel·lícules de Yelchin: va morir el juny de 2016, un mes abans de l'estrena. Idris Elba, Sofia Boutella, Joe Taslim i Lydia Wilson també hi apareixen.
El rodatge va començar a Vancouver el 25 de juny de 2015. Es va presentar a Sydney el 7 de juliol de 2016 i als cinemes dels Estats Units el 22 de juliol de 2016 per Paramount Pictures. La pel·lícula està dedicada a la memòria de Yelchin, així com a l'actor Leonard Nimoy, que va morir durant la preproducció. La pel·lícula ve recaptar 343,5 milions de dòlars a la taquilla. Ha estat subtitulada al català.
Als Premis Oscar de 2016, la pel·lícula va ser nominada al Millor maquillatge i perruqueria. S'està desenvolupant una seqüela.

## Argument
La nau estel·lar de la Federació USS Enterprise arriba a la base estel·lar Yorktown per reabastir-se i un permís a terra per a la seva tripulació. Lluitant per trobar sentit a la vida enmig de la seva exploració de cinc anys, el capità James T. Kirk ha sol·licitat un ascens a vicealmirall, tot recomanant Spock com a substitut. Mentrestant, Hikaru Sulu es reuneix amb la seva família, Montgomery Scott treballa per mantenir la nau operativa, i Spock i Nyota Uhura han acabat la seva relació. Aviat, Spock rep notícies de Nou Vulcà que l'ambaixador Spock —la contrapart de Spock a l'univers alternatiu— ha mort. L'«Enterprise» és enviada en una missió de rescat després que una càpsula d'escapament surti de la deriva d'una nebulosa propera i desconeguda. La seva ocupant, Kalara, afirma que la seva nau està encallada a Altamid, un planeta de la nebulosa. En arribar, un eixam massiu de petites naus embosca l'«Enterprise» i la fa miques. El líder de l'eixam, Krall, i la seva tripulació pugen a bord de l'«Enterprise» destrossada, capturen i maten molts membres de la tripulació i intenten capturar l'Abronath, una relíquia recuperada durant una missió recent. Kirk ordena a la tripulació que abandoni la nau, deixant que la secció del plat de l'«Enterprise» en desintegració s'estavelli al planeta proper Altamid.
Al planeta, Krall captura Sulu, Uhura i altres supervivents. Kirk i Pavel Chekov, acompanyats per Kalara, localitzen la secció del plat de l'«Enterprise». Sabent que Kalara sabia que serien atacats, Kirk l'enganya perquè es reveli com l'espia de Krall. Mor quan Kirk i Chekov escapen dels soldats de Krall i giren el plat "Enterprise", aixafant-la. El Dr. Leonard McCoy i Spock, ferit, busquen altres supervivents en altres llocs del planeta. Spock li diu a McCoy que ha acabat la seva relació amb Uhura i que deixa la Flota Estel·lar per ajudar els supervivents vulcanians i continuar la feina del difunt ambaixador Spock. Jaylah, una rampinyaire que anteriorment va escapar del campament de Krall on va morir el seu pare, rescata Scotty i el porta a la seva casa improvisada, l'USS Franklin, una nau de la Flota Estel·lar que havia estat declarada desapareguda fa més d'un segle. Scotty es retroba amb Kirk, Chekov, McCoy i Spock. Krall coacciona la tripulació captiva de l'"Enterprise" perquè lliuri l'Abronath, i després l'utilitza per completar una antiga arma biològica. Amb el dispositiu complet, Krall pretén matar els habitants de Yorktown i després utilitzar la base per atacar la Federació Unida de Planetes. Kirk i els altres alliberen la tripulació mentre Krall es llança a l'espai amb l'arma biològica, dirigint els seus drons a Yorktown.
Els supervivents de lEnterprise alimenten el Franklin i el llancen a la persecució de Krall. Es teoritza que el sistema de l'eixam pot ser vulnerable a altes freqüències com ara la VHF o la ràdio; interfereixen i destrueixen l'eixam emetent la cançó "Sabotage" dels Beastie Boys. Krall és perseguit pel Franklin a través de Yorktown. Uhura, Kirk i Scotty descobreixen pels registres del Franklin que Krall és Balthazar Edison, l'antic capità del Franklin. Soldat humà anterior a la Federació, Edison va rebutjar els principis d'unitat i cooperació de la Federació amb antics enemics com els xindi i els romulans. Quan ell i la seva tripulació van quedar atrapats a Altamid per un forat de cuc, els supervivents van utilitzar la tecnologia dels nadius extints per allargar les seves vides a costa dels altres. Van reutilitzar els treballadors miners inactius de la raça antiga a l'eixam. Pensant que la Federació els havia abandonat, Edison va planejar destruir la Federació i reprendre el conflicte galàctic. Kirk persegueix Edison fins al sistema de ventilació de Yorktown, on Edison activa l'arma biològica. Abans que es pugui propagar, Kirk l'expulsa juntament amb Edison a l'espai, on l'arma desintegra Edison. Usant una nau alienígena requisada, Spock i McCoy salven Kirk moments abans que també sigui enviat a l'espai.
Arribat a això, el comodor Paris tanca els arxius del capità Edison i la tripulació de l'USS Franklin. Tot i que se li ofereix l'ascens a vicealmirall, Kirk decideix quedar-se com a capità; Spock, després de trobar una fotografia de la tripulació de l'Enterprise de l'ambaixador Spock, decideix quedar-se a la Flota Estel·lar i renova la seva relació amb Uhura. Per recomanació de Kirk, Jaylah és acceptada a l'Acadèmia de la Flota Estel·lar. Mentre la tripulació celebra l'aniversari de Kirk, observen la construcció de la seva nova nau, l'USS Enterprise-A, i reprenen la seva missió.

## Repartiment
- Chris Pine com a capità James T. Kirk, comandant de l'USS Enterprise
- Zachary Quinto com a comandant Spock, primer oficial i oficial de ciència
- Karl Urban com a tinent comandant Leonard McCoy, oficial mèdic en cap
- Zoe Saldana com a tinent Nyota Uhura, oficial de telecomunicacions
- Simon Pegg com a tinent comandant Montgomery Scott, segon oficial i enginyer en cap
- John Cho com a tinent Hikaru Sulu, tercer oficial i timoner
- Anton Yelchin com a alferes Pavel Chekov, navegant principal de la nau. Aquesta va ser l'última actuació de Yelchin com a Chekov, ja que va morir en un accident de cotxe el 19 de juny de 2016, després de filmar les seves escenes.
- Idris Elba com a capità Balthazar Edison / Krall, ex-comandant de l'USS Franklin que va esdevenir una criatura alienígena mutant poderosa
- Sofia Boutella com a Jaylah, alien carronyer. El paper es va desenvolupar originalment per a Jennifer Lawrence i va ser anomenat com a referència al seu sobrenom de "J-Law". Malgrat l'elecció de Boutella, el nom es va mantenir, amb la mateixa pronunciació però una ortografia diferent.
- Joe Taslim com a Anderson Le / Manas, sequaç de Krall i segon al comandant que també es transforma
- Lydia Wilson com a Jessica Wolff / Kalara, sequaç de Krall que també es transforma.

- Sara Maria Forsberg com a veu en off de l'alien

- Deep Roy com a Keenser, assistent de Scotty
- Melissa Roxburgh com a alferes Syl
- Shohreh Aghdashloo com a comodor Paris, oficial de la base estel·lar Yorktown
- Greg Grunberg com a comandant Finnegan, primer oficial de Yorktown
- Danny Pudi com a Fi'Ja[6]
- Kim Kold com a Zavanko[6]
- Anita Brown com a Tyvanna
- Doug Jung com a Ben
- Dan Payne com a Wadjet
- Shea Whigham com a líder Teenaxi

Leonard Nimoy apareix en un cameo fotogràfic com a Spock Prime, juntament a George Takei, Walter Koenig, William Shatner, James Doohan, DeForest Kelley i Nichelle Nichols com a versions Prime de Sulu, Chekov, Kirk, Scott, McCoy i Uhura, respectivament. Jeff Bezos fa un cameo com a oficial alienígena de la Flota Estel·lar. Carlo Ancelotti també té un breu cameo com a metge a la Base Estel·lar Yorktown.

## Producció

### Desenvolupament
Després d'haver dirigit i produït Star Trek (2009) i Star Trek Into Darkness (2013), J.J. Abrams va tornar només com a productor per poder centrar-se en dirigir Star Wars episodi VII: El despertar de la força (2015), la primera entrega de la molt esperada trilogia de seqüeles de Star Wars. Es va anunciar com a director el guionista i productor Roberto Orci el maig de 2014. Hauria estat fent el seu debut com a director. Tanmateix, al desembre, el paper d'Orci també es va llistar només com a productor, amb Edgar Wright considerat per substituir-lo com a director, juntament amb una breu llista amb Rupert Wyatt, Morten Tyldum, Daniel Espinosa, Justin Lin i Duncan Jones. A més, l'actor i director de Star Trek Jonathan Frakes va expressar interès per la feina. A finals de mes, es va anunciar Lin com a director de la tercera entrega després de rebutjar una oferta d'Universal Studios per tornar a la franquícia Fast & Furious com a director de The Fate of the Furious (2017) després de la sortida de James Wan del projecte.

### Guió
El 2013, Orci havia començat a escriure el guió amb Patrick McKay i J. D. Payne, i Payne va dir sobre el guió al març: "Realment volem tornar a la sensació d'exploració i meravella. La mena de sensació optimista del futur que Star Trek sempre ha tingut en el seu nucli. Són els Chicago Bulls a l'espai, en termes d'aquesta gent que és tota increïble en la seva feina". El gener de 2015, després de la marxa d'Orci com a director, Simon Pegg i Doug Jung van ser contractats per reescriure el guió, i Pegg va dir sobre l'esborrany anterior que Paramount "tenia un guió per a Star Trek que no els funcionava realment. Crec que l'estudi estava preocupat que pogués haver estat una mica massa Star Trek". S'havia demanat a Pegg que fes la nova pel·lícula "més inclusiva", afirmant que la solució era "fer un western o un thriller o una pel·lícula de robatoris, i després omplir-la amb personatges de Star Trek perquè sigui més inclusiva per a un públic que podria ser una mica reticent" Pegg i Jung usaren Memory Alpha, una wiki de fans de Star Trek, com a recurs en l'escriptura de la pel·lícula.

### Càsting
Els principals membres del repartiment de la primera pel·lícula van signar per a dues seqüeles com a part dels seus acords originals. El 2014, al principi del desenvolupament de la pel·lícula, William Shatner va dir que el productor Abrams es va posar en contacte amb ell per veure si estaria interessat en un possible paper, però a mesura que el procés continuava i el guió canviava de mans, el paper mai va ser materialitzat. Alice Eve no es va incloure a la pel·lícula tot i que el seu personatge s'havia unit a l'equip d'"Enterprise" al final de l'última entrega, perquè Pegg, en escriure el guió, no tenia res significatiu a fer per ella; tanmateix, va emfatitzar que Eve podria aparèixer en una entrega posterior. L'oficial científic cyborg de Joseph Gatt 0718 va ser eliminat de la pel·lícula després d'una reescriptura. l març de 2015, Idris Elba estava en converses inicials per interpretar el dolent, i va ser confirmat per al paper els mesos següents. Pegg va assenyalar que el dolent seria un d'original, en lloc d'un antagonista conegut d'històries anteriors de la franquícia Star Trek. A l'abril, Sofia Boutella es va unir al repartiment en un paper principal, i a principis de juliol, es va confirmar que Deep Roy repetiria el seu paper de Keenser. Aquell mes, Joe Taslim es va afegir al repartiment davant del dolent d'Elba, i a l'agost, Lydia Wilson també s'hi va unir. Al març de 2016, Shohreh Aghdashloo va ser escollida com a Comodor Paris per a les noves gravacions de la pel·lícula.

### Rodatge
La fotografia principal de la pel·lícula va començar el 25 de juny de 2015 a Vancouver i Squamish (Columbia Britànica) (al Parc Provincial Stawamus Chief), després de diversos retards causats per múltiples rebutjos de guions. Altres llocs de rodatge van ser Seül, Corea del Sud, Dubai, Emirats Àrabs Units i la Reserva del Parc Nacional de Nahanni als Territoris del Nord-oest del Canadà. El rodatge principal va acabar el 15 d'octubre de 2015. Al març de 2016, la producció va ser sotmesa a nous rodatges, amb Aghdashloo afegit al repartiment.

### Efectes visuals
Els efectes visuals són proporcionats per Atomic Fiction, DNEG i Kelvin Optical i supervisats per Kevin Baillie, Ryan Tudhope, Pauline Duvall i Peter Chiang com a supervisor de producció amb l'ajuda de Rodeo FX.

## Música
L'agost de 2015, el compositor Michael Giacchino va confirmar que tornaria per escriure la banda sonora. El 26 de juny de 2016, la cantant Rihanna va publicar un teaser a les seves xarxes socials per a un senzill de la pel·lícula titulat "Sledgehammer", i la cançó es va estrenar l'endemà. "Sabotage" dels Beastie Boys es va utilitzar al tràiler de la pel·lícula, així com a l'escena final de la batalla.

## Màrqueting

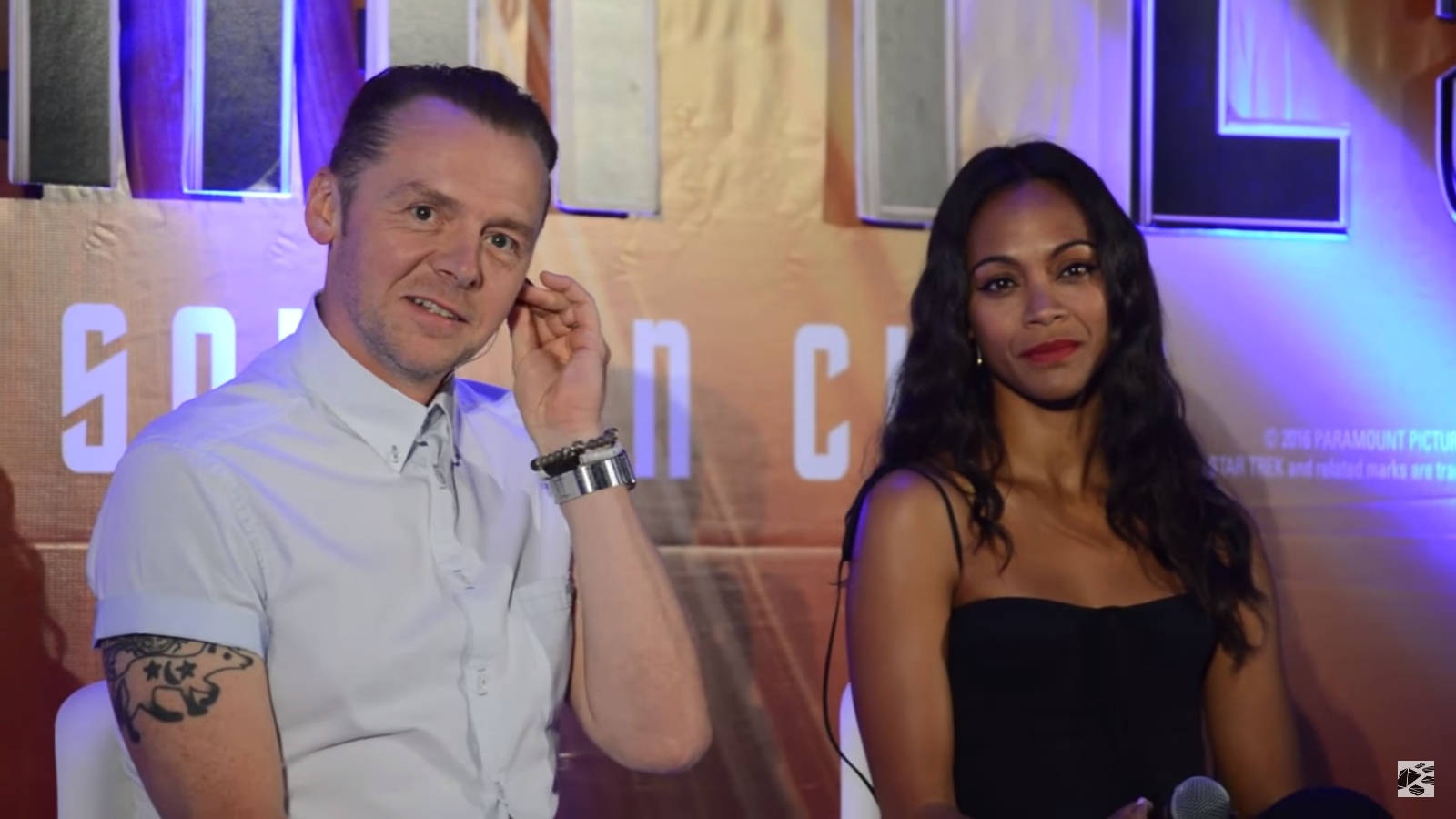
Simon Pegg i Zoe Saldaña en una roda de premsa per a Star Trek Beyond a Mèxic

Un tràiler teaser de la pel·lícula es va estrenar el 14 de desembre de 2015, i va ser criticat per alguns fans per centrar-se massa en l'acció i per incloure la cançó dels Beastie Boys "Sabotage", que molts van considerar fora de lloc, tot i el seu ús a la primera pel·lícula de la sèrie reinventada. Pegg va expressar pensaments similars d'insatisfacció amb el teaser, dient que "no li va encantar" perquè "sé que hi ha molt més a la pel·lícula". Va interpretar el tràiler com una manera que l'equip de màrqueting deia: "Vine a veure aquesta pel·lícula! És plena d'acció i diversió!" Un segon tràiler es va publicar el 20 de maig de 2016, amb crítiques més favorables. Un tercer i últim tràiler es va publicar el 27 de juny de 2016, amb el senzill "Sledgehammer" de Rihanna.

## Llançament

### Versió cinematogràfica

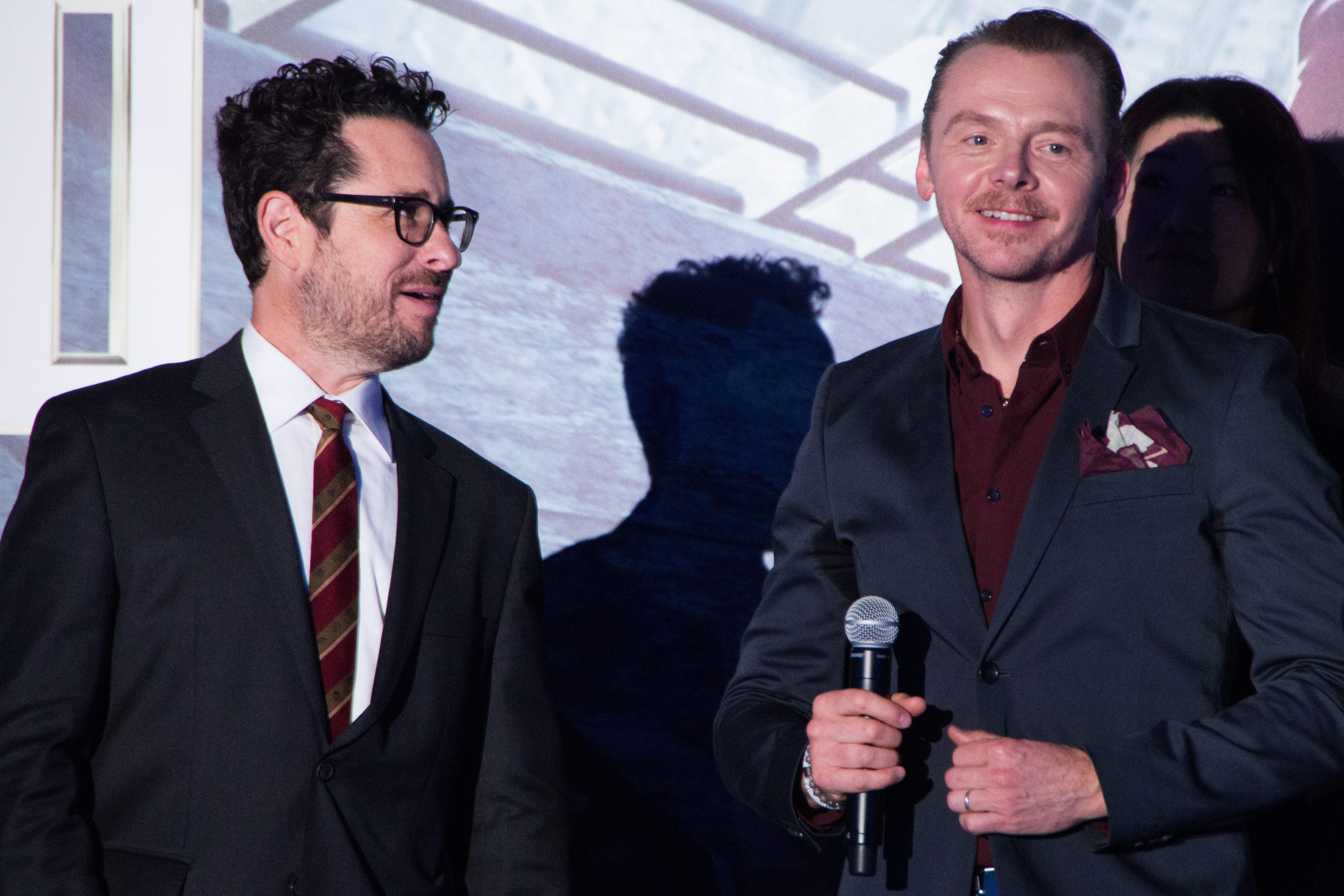
J. J. Abrams i Simon Pegg a l'estrena japonesa de la pel·lícula a l'octubre de 2016.

L'agost de 2014, es va anunciar que Paramount havia ajornat l'estrena de la pel·lícula fins al 2016, per a la celebració del 50è aniversari del debut de la sèrie de ciència-ficció original de Gene Roddenberry. Al desembre, es va anunciar que la pel·lícula s'estrenaria el 8 de juliol de 2016. El setembre de 2015, la data d'estrena de la pel·lícula es va endarrerir dues setmanes des de la seva data d'estrena original del 8 de juliol de 2016, fins al 22 de juliol de 2016. La pel·lícula es va estrenar en format Dolby Cinema en cinemes seleccionats. La pel·lícula va tenir la seva estrena australiana a Sydney el 7 de juliol.

### Mitjans domèstics
Star Trek Beyond es va estrenar en Digital HD el 4 d'octubre de 2016, i en Ultra HD Blu-ray, Blu-ray i DVD l'1 de novembre de 2016.

## Recepció

### Taquilla
Star Trek Beyond va tenir un rendiment inferior al previst a la taquilla. Scott Mendelson de Forbes va observar que un factor que va contribuir al baix rendiment de la pel·lícula va ser el seu llançament prematur en un estiu concorregut en què va estar envoltada d'altres pel·lícules com Caçafantasmes, Jason Bourne i L'esquadró suïcida. També va assenyalar que si Paramount hagués estrenat la pel·lícula pel 50è aniversari de Star Trek el 8 de setembre, la pel·lícula podria haver-se beneficiat d'aquesta ocasió, com es va demostrar a l'octubre de 2012 quan MGM va estrenar la pel·lícula de James Bond Skyfall (que va arribar a recaptar més de mil milions de dòlars) pel 50è aniversari de la sèrie. Star Trek Beyond va recaptar 158,8 milions de dòlars als Estats Units i al Canadà i 184,6 milions de dòlars a altres països, amb un total mundial de 343,5 milions de dòlars, amb un pressupost de producció de 185 milions de dòlars. Va tenir una estrena mundial de 89,2 milions de dòlars i una estrena IMAX d'11,6 milions de dòlars en 571 pantalles IMAX. L'analista de la indústria Danny Cox havia estimat anteriorment que perquè la pel·lícula arribés al punt d'equilibri, hauria de guanyar entre 340 i 350 milions de dòlars a tot el món, i va acabar perdent uns 50,5 milions de dòlars.

#### Amèrica del Nord
Als Estats Units i al Canadà, es projectava que la pel·lícula recaptés entre 50 i 60 milions de dòlars en 3.928 sales de cinema durant el seu primer cap de setmana. Es va estrenar juntament amb Ice Age. El gran cataclisme i No apaguis mai el llum, però els crítics van assenyalar que la pel·lícula no va tenir cap competència directa amb elles. Es va estrenar a 3.928 cinemes, dels quals 391 eren IMAX. Va recaptar 5,5 milions de dòlars amb les preestrenes dels dijous a 3.100 cinemes, una millora respecte als seus dos predecessors immediats. D'aquests, la pel·lícula va recaptar 1,1 milions de dòlars en 387 pantalles IMAX. Això inclou els ingressos generats des de dimecres a la nit, quan Paramount va projectar totes les pel·lícules de "Star Trek", que van concloure amb una projecció de "Beyond" a les 22:00. El dia de la seva estrena, va recaptar 22,3 milions de dòlars, la segona xifra més gran de la franquícia, només per darrere de Star Trek (30,9 milions de dòlars), el tercer dia d'estrena més gran de l'estiu per a una pel·lícula d'imatge real i el segon dia d'estrena més gran de l'any per a una pel·lícula d'acció real de superherois que no sigui de còmic, només per darrere de El llibre de la selva. Va recaptar 59,3 milions de dòlars en el seu primer cap de setmana, que és el tercer debut més gran de la franquícia però el més baix de la sèrie de reinvenció (després de Star Trek i Star Trek Into Darkness per a totes dues). Ajustat per la inflació, ocupa el quart lloc darrere de les pel·lícules esmentades anteriorment i de Star Trek: First Contact (60 milions de dòlars). Va tenir un rendiment excepcional en IMAX, recaptant 8,7 milions de dòlars en 387 pantalles IMAX. La pel·lícula va tenir una recaptació un 14% inferior a l'obertura del seu predecessor immediat, "Star Trek Into Darkness", però els experts en taquilla van assenyalar que la caiguda va ser lleu en comparació amb altres seqüeles del 2016 i encara es considera un èxit. Va caure precipitadament un 69% el seu segon divendres i va ser superada per la nova pel·lícula d'espies Jason Bourne, que va recaptar 6,75 milions de dòlars. En comparació, "Star Trek" va baixar un 56% el seu primer divendres, mentre que "Star Trek into Darkness" va baixar un 53%. Tanmateix, aquesta no va ser la pitjor caiguda de divendres a divendres per a una pel·lícula de "Star Trek", ja que "Star Trek: Nemesis" va caure un 83% el seu segon divendres a causa del boca-orella negatiu i la forta competència d' "El Senyor dels Anells: Les dues torres".
Durant el segon i tercer cap de setmana després de l'estrena de la pel·lícula, els ingressos de taquilla van continuar baixant significativament a causa de l'estrena de pel·lícules de la competència com Jason Bourne i L'esquadró suïcida.

#### Fora d'Amèrica del Nord
A nivell internacional, la pel·lícula va tenir un patró d'estrena dispers i es va estrenar en aproximadament 76 mercats. Es va estrenar en 37 mercats juntament amb la seva estrena a Amèrica del Nord durant el seu primer cap de setmana, incloent-hi el Regne Unit, Alemanya i Austràlia, territoris on tradicionalment s'ha estrenat la franquícia. bé. Va guanyar un total de 30 milions de dòlars d'aquest nombre de mercats, cosa que és lleugerament inferior al debut internacional de 31,7 milions de dòlars de Star Trek Into Darkness el 2013. Paramount va dir que l'onada de calor a Europa va afectar negativament els resultats del cap de setmana. Beyond va debutar en primer lloc en 16 d'ells i va registrar el cap de setmana d'estrena més gran de la història de la franquícia en 17 mercats, inclosos Rússia, Taiwan i Tailàndia. Va debutar en tercer lloc a la taquilla internacional, darrere de Skiptrace i La llegenda de Tarzan. Beyond va establir nombrosos rècords als cinemes IMAX. Encapçalada per uns resultats molt forts al Regne Unit i Rússia, va recaptar en un cap de setmana un estimat de 3,2 milions de dòlars en 184 pantalles, superant el debut de 2,8 milions de dòlars de "Star Trek Into Darkness". En el seu segon cap de setmana, va caure dràsticament un 57%, rebent 13 milions de dòlars. Com a resultat, va caure fins al sisè lloc de taquilla. Després de fluctuar amunt i avall de les llistes d'èxits, finalment va encapçalar la taquilla internacional en el seu setè cap de setmana gràcies a un debut robust a la Xina.
Les recaptacions internacionals més altes es van registrar al Regne Unit, Irlanda i Malta (6,1 milions de dòlars), Corea del Sud (5,6 milions de dòlars), Alemanya (4,5 milions de dòlars), Rússia i la CEI (3,3 milions de dòlars), Austràlia (3 milions de dòlars), França (2,1 milions de dòlars), Mèxic (1,5 milions de dòlars), Brasil (1,6 milions de dòlars), Veneçuela (1,4 milions de dòlars) i Taiwan (1 milió de dòlars). Al Regne Unit, on el rendiment de la franquícia ha estat constantment sòlid, va ser superada per la pel·lícula familiar El meu amic el gegant. La seva estrena de 4,74 milions de lliures (6,2 milions de dòlars) en 535 cinemes és la més baixa entre les sèries reinventades i un descens del 31% respecte a l'estrena de 8,43 milions de lliures (11 milions de dòlars) registrada per Star Trek Into Darkness, si es dedueixen les preestrenes. The Guardian va citar la marxa de J. J. Abrams com a director i la resposta poc entusiasta dels fans a Idris Elba com a dolent (en comparació amb Benedict Cumberbatch a Star Trek Into Darkness) com algunes possibles raons per les quals la pel·lícula no va generar ingressos lucratius. El lloc web també va projectar una recaptació total d'uns 20 milions de lliures (més de 26 milions de dòlars) per a la pel·lícula.
Es va estrenar a la Xina el 2 de setembre i va recaptar uns 9,30 milions de dòlars el dia de la seva estrena (que representa el 66% del mercat total), inclosos els 370.000 dòlars de projeccions prèvies de mitjanit (un 160% més grans que el dia d'estrena de "Star Trek Into Darkness"), i 21,8 milions de dòlars en dos dies. En total, va tenir un cap de setmana d'estrena de 31,3 milions de dòlars segons Paramount i 30,7 milions de dòlars segons el servei de taquilla xinès Ent Group de 6.259 pantalles, cosa que va suposar el debut de "Star Trek" més gran al país, un 105% més gran que l'estrena de "Star Trek Into Darkness". Va ser l'única de les cinc noves estrenes que va causar alguna impressió a la llista. Va romandre al capdamunt de la taquilla per segon cap de setmana afegint 10,1 milions de dòlars més (segons el proveïdor de dades xinès Ent Group), o 11,37 milions de dòlars (segons Paramount) de 5.830 ubicacions de divendres a diumenge, un fort descens del 62,6% respecte al cap de setmana anterior. Va caure del top 10 en el seu tercer cap de setmana, i hi ha recaptat un total de 64,2 milions de dòlars. Es preveia que la pel·lícula hi acabaria la seva temporada amb al voltant de 70–100 milions de dòlars, una xifra decebedora tenint en compte el robust esforç de màrqueting dels inversors Alibaba Pictures i Huahua Media. Així doncs, la pel·lícula és la segona pel·lícula de Paramount que té un rendiment inferior en aquest àmbit després de Teenage Mutant Ninja Turtles: Out of the Shadows al juliol.
Pel que fa als ingressos totals, els seus mercats estrangers més grans són el Regne Unit (13,3 milions de dòlars), Alemanya (8,6 milions de dòlars), Rússia i la CEI (5,5 milions de dòlars) i Austràlia (5,2 milions de dòlars). Star Trek Beyond es va estrenar al Japó el 21 d'octubre, on ha recaptat 4,9 milions de dòlars fins al 17 de novembre de 2016.

### Resposta de la crítica
A Rotten Tomatoes, la pel·lícula té una taxa d'aprovació del 86% basada en 317 crítiques, amb una puntuació mitjana de 7/10. El consens crític del lloc web diu: "Star Trek Beyond continua la ratxa d'èxit de la franquícia després de la reinvenció amb una aventura èpica de ciència-ficció que honra les arrels de la sèrie sense escatimar en l'acció de taquilla". A Metacritic, la pel·lícula té una puntuació mitjana ponderada de 68 sobre 100, basat en 50 crítics, cosa que indica "crítiques generalment favorables". El públic enquestat per CinemaScore va donar a la pel·lícula una nota mitjana de "A−" en una escala d'A+ a F, per sota de la "A" de les dues primeres pel·lícules.
Richard Roeper del Chicago Sun-Times va donar a la pel·lícula 3 estrelles de 4 i va dir: "Tot i la seva pirotècnia de pantalla gran i la seva durada de llargmetratge, Star Trek Beyond es reprodueix com una versió ampliada d'un dels millors episodis de la sèrie original, i ho dic de la millor manera possible". Scott Collura dIGN va atorgar a la pel·lícula un 8,4/10, i la va descriure com: "fantàstica, una entrada divertida i emocionant a la sèrie que equilibra un servei subtil per als fans alhora que es nota fresca i moderna; Star Trek Beyond és la manera perfecta de celebrar el 50è aniversari de la sèrie". David Rooney de The Hollywood Reporter va dir que el guió de Simon Pegg i Doug Jung "injecta una bona dosi d'humor que és fidel a la creació original de Gene Roddenberry, oferint nostàlgia sense una veneració rígida", i va continuar dient: "Si bé Beyond no desbancarà l'emocionant La còlera del Khan de 1982 com a estàndard d'or per les pel·lícules de "Star Trek", és una entrada molt entretinguda que garanteix la continuació de la franquícia." Owen Gleiberman de Variety, en una crítica per altra banda positiva, va descriure la pel·lícula com "una estructura molt familiar, antiquada i sense misteri, i això és perquè és bàsicament la versió Star Trek d'una pel·lícula d'acció interplanetària, amb una trama que no et porta a moltes noves fronteres". A més, va qualificar "Star Trek Beyond" com "una pel·lícula una mica divertida, però s'espera que la propera pel·lícula de "Star Trek" tingui el que cal per anar amb audàcia on cap pel·lícula de "Star Trek" ha arribat abans". Mark Hugues de Forbes va dir, "Star Trek Beyond és la tercera millor pel·lícula de Star Trek de tots els temps, creant el tipus de connexió emocional i caracteritzacions familiars i poderoses que ens van encantar a la sèrie original, alhora que ofereix acció de primer nivell i el millor dolent de pel·lícula de Star Trek des de la Reina Borg de First Contact."
La pel·lícula també va ser rebuda per crítics que van quedar menys satisfets amb la pel·lícula. James Berardinelli de Reelviews va donar 2½ estrelles sobre 4, escrivint: "Star Trek Beyond és una pel·lícula de Star Trek, tot i que no és especialment bona; les seqüències d'acció són frenètiques, cinètiques i, de vegades, incoherents. Això no és inesperat; és la marca registrada de Lin. Però la trama, atribuïda a Simon Pegg i Doug Jung, és pura "Trek". Malauradament, també és instantàniament oblidable." Dave Robinson, del mitjà Crash Landed, escriu que «Star Trek Beyond no aconsegueix anar més enllà de les seves pròpies arrels i es converteix en una altra pel·lícula de ciència-ficció molt segura en un mercat cada cop més concorregut, que probablement... t'has sentit exactament com en sortir del cinema quan hi vas entrar?" Chris Nashawaty d' Entertainment Weekly va donar a la pel·lícula una C+ i va escriure: "[amb] Beyond, sembla només un altre pal a la tenda de campanya d'estiu sense que hi passi prou."
George Takei, l'actor que va interpretar Hikaru Sulu a la sèrie original, va criticar la decisió dels guionistes de fer que el personatge fos gai. L'actor va dir: "Estic encantat que hi hagi un personatge gai, malauradament, és una versió retorçada de la creació del creador de Star Trek, Gene Roddenberry, en la qual va dedicar tanta atenció". Crec que és realment lamentable." Takei va afirmar que això faria que Sulu semblés haver estat a l'armari, i va demanar en comptes d'això que s'introduís un nou personatge. Simon Pegg va respondre dient que la mesura pretenia ser un homenatge a l'estatus de George Takei com a activista LGBT.

### Reconeixements
| Premi                                 | Data de cerimònia      | Categoria                                            | Receptor(s)                                                                    | Resultat  | Ref.            |
| ------------------------------------- | ---------------------- | ---------------------------------------------------- | ------------------------------------------------------------------------------ | --------- | --------------- |
| Premis Oscar                          | 26 de febrer de 2017   | Millor maquillatge                                   | Joel Harlow i Richard Alonzo                                                   | Nominat   | [ 108 ]         |
| Premis de la Crítica Cinematogràfica  | 11 de desembre de 2016 | Millor pel·lícula de ciència-ficció/terror           | Star Trek Beyond                                                               | Nominat   | [ 109 ]         |
| Premis de la Crítica Cinematogràfica  | 11 de desembre de 2016 | Millor perruqueria i maquillatge                     | Star Trek Beyond                                                               | Nominat   | [ 109 ]         |
| Premis Empire                         | 19 de març de 2017     | Millor maquillatge i perruqueria                     | Star Trek Beyond                                                               | Nominat   | [ 110 ]         |
| Premi GLAAD Media                     | 1 d'abril de 2017      | Pel·lícula destacada – Estrena general               | Star Trek Beyond                                                               | Nominat   | [ 111 ]         |
| Golden Trailer Awards                 | 4 de maig de 2016      | Millor teaser                                        | "Impossible"                                                                   | Nominat   | [ 112 ] [ 113 ] |
| Premis Hollywood Music in Media       | 17 de novembre de 2016 | Millor cançó – Pel·lícula de ciència-ficció/fantasia | "Sledgehammer" – Sia Furler, Robyn Fenty and Jesse Shatkin                     | Nominat   | [ 114 ] [ 115 ] |
| Premis Júpiter                        | 29 de març de 2017     | Millor actor internacional                           | Chris Pine                                                                     | Nominat   | [ 116 ]         |
| Premis Nickelodeon Kids' Choice       | 11 de març de 2017     | Millor dolent                                        | Idris Elba                                                                     | Nominat   | [ 117 ]         |
| Premis Nickelodeon Kids' Choice       | 11 de març de 2017     | Millors clava-cosses                                 | Zoe Saldana                                                                    | Nominat   | [ 117 ]         |
| Premis Nickelodeon Kids' Choice       | 11 de març de 2017     | Millors amigues per sempre (BFF)                     | Chris Pine and Zachary Quinto                                                  | Nominat   | [ 117 ]         |
| Sindicat de Maquilladors i Perruquers | 19 de febrer de 2017   | Llargmetratge: efectes especials de maquillatge      | Joel Harlow and Richard Alonzo                                                 | Guanyador | [ 118 ]         |
| Premis Saturn                         | 28 de juny de 2017     | Millor pel·lícula de ciència-ficció                  | Star Trek Beyond                                                               | Nominat   | [ 119 ] [ 120 ] |
| Premis Saturn                         | 28 de juny de 2017     | Millor actor                                         | Chris Pine                                                                     | Nominat   | [ 119 ] [ 120 ] |
| Premis Saturn                         | 28 de juny de 2017     | Millor actor secundari                               | Zachary Quinto                                                                 | Nominat   | [ 119 ] [ 120 ] |
| Premis Saturn                         | 28 de juny de 2017     | Millor maquillatge                                   | Joel Harlow i Monica Huppert                                                   | Guanyador | [ 119 ] [ 120 ] |
| Premis Teen Choice                    | 31 de juliol de 2016   | Choice AnTEENcipated Movie                           | Star Trek Beyond                                                               | Nominat   | [ 121 ]         |
| Premis Teen Choice                    | 31 de juliol de 2016   | Choice Movie Actor: AnTEENcipated                    | Chris Pine                                                                     | Nominat   | [ 121 ]         |
| Premis Teen Choice                    | 31 de juliol de 2016   | Choice Movie Actress: AnTEENcipated                  | Zoe Saldana                                                                    | Nominat   | [ 121 ]         |
| Visual Effects Society                | 7 de febrer de 2017    | Millor model en un projecte fotoreal o animat        | Enterprise – Chris Elmer, Andreas Maaninka, Daniel Nicholson and Rhys Salcombe | Nominat   | [ 122 ]         |

## Futur
Mentre promocionava Beyond, Abrams va revelar que una quarta pel·lícula de la sèrie de reinicis veuria Chris Hemsworth repetint el seu paper de George Kirk, pare del James T. Kirk de Pine, del pròleg de la primera pel·lícula de la reinvenció. Paramount Pictures va anunciar oficialment la quarta pel·lícula el juliol de 2016, amb J. D. Payne i Patrick McKay proposats per escriure el guió. El desembre de 2017, Quentin Tarantino es va posar en contacte amb Abrams i Paramount sobre una idea que tenia per a una nova pel·lícula de «Star Trek», i es va contractar un equip de guionistes format per Mark L. Smith, Lindsey Beer, Drew Pearce i Megan Amram. Smith va ser escollit per escriure el guió de la pel·lícula a finals de mes, basat en la idea de Tarantino. S. J. Clarkson va iniciar converses per dirigir la seqüela de "Beyond" a l'abril de 2018, però les negociacions contractuals amb Pine i Hemsworth van acabar a l'agost amb l'abandonament del projecte per part de tots dos. La pel·lícula es va cancel·lar al gener de 2019 i Clarkson va passar a altres projectes. El gener de 2020, Tarantino va dir que no dirigiria la seva proposta de pel·lícula.
Noah Hawley va ser contractat per escriure i dirigir una nova pel·lícula de "Star Trek" per a Paramount al novembre de 2019, basada en la seva pròpia visió de la franquícia. Aquest projecte va estar "molt a prop" de començar la producció a l'agost de 2020 quan va ser suspès per la nova presidenta de Paramount Pictures, Emma Watts, la màxima prioritat de la qual a l'estudi era esbrinar la direcció de la franquícia de "Star Trek". Watts tenia diverses opcions, incloent-hi la pel·lícula de Hawley, un nou intent de seqüela de "Beyond" i el projecte de Tarantino amb un nou director. El març de 2021, Paramount va encarregar a la guionista de "Star Trek: Discovery" Kalinda Vazquez que escrivís una nova pel·lícula de "Star Trek" basada en la seva pròpia idea original, mentre que Beer i Geneva Robertson-Dworet van desenvolupar un guió separat. L'estudi va programar l'estrena d'aquesta última pel·lícula el 9 de juny de 2023, i al juliol va contractar Matt Shakman per dirigir-la. S'esperava que la feina avancés a "velocitat vertiginosa" abans d'un inici de rodatge a principis o mitjans del 2022, amb Abrams com a productor. El novembre de 2021, l'estrena de la pel·lícula es va ajornar fins al 22 de desembre de 2023. El guió estava sent reescrit per Josh Friedman i Cameron Squires. Abrams i el nou CEO de Paramount Pictures Brian Robbins van anunciar el febrer de 2022 que el repartiment principal de les tres pel·lícules anteriors de "Star Trek" tornaria, incloent-hi Pine, Quinto, Pegg, Urban, Saldaña i Cho. L'anunci va ser una sorpresa per als actors, ja que encara no havien començat les negociacions per al seu retorn.
Shakman va deixar la pel·lícula a l'agost. 2022 després d'unir-se a la pel·lícula de Marvel Studios The Fantastic Four: First Steps (2025), i va ser eliminada del calendari de llançaments de Paramount poc després. El gener de 2024, es va revelar que l'estudi estava ampliant la seva llista de pel·lícules de Star Trek per tenir diverses pel·lícules en desenvolupament, inspirat per l'èxit de les múltiples sèries de Star Trek al servei de streaming Paramount+. L'en desenvolupament Star Trek 4 es va descriure com el "capítol final" de la sèrie principal de pel·lícules en aquell moment. Steve Yockey estava escrivint un nou esborrany del guió a finals de març de 2024.